# 杉球恩站
杉球恩站是快速交通系統豪登列車位於豪登省杉球恩的地鐵站。其為豪登列車項目第二階段的一部分，於2011年8月開放。

## 地點
杉球恩站位於茨瓦內大都會自治市南部的前獨立自治市杉球恩。該車站位於杉球恩湖北岸，毗鄰西大街。

### 公共交通導向型開發
與其他豪登列車車站一樣，杉球恩站是公共交通導向型開發的焦點。該站附近最突出的舉措是杉球恩西比奥城開發項目，其開發杉球恩湖中部，旨在使大樓成為非洲最高的摩天大樓。

## 車站佈局
杉球恩站有兩條軌道、兩個側式月台以及2,000個停車位。由於對停車場的高需求以及許多鐵路使用者需要在車站外停車，邦貝拉財團在車站北側的馮·維利希大街購買了土地，以便建造額外的停車位。

## 服務
豪登列車系統的南北線列車為杉球恩站提供服務，北行至比勒陀利亞站和哈特菲爾德站，而南行則至桑頓站和約翰內斯堡公園站。此外，杉球恩有四條綜合接駁巴士線通往高地草原（CEN1）、魯伊胡依斯克拉爾（CEN2）、威埃爾達帕克（CEN3）和南唐斯（CEN4）。

## 外部連結
- Official Gautrain site （页面存档备份，存于）